# Mai-Käfer-Treffen

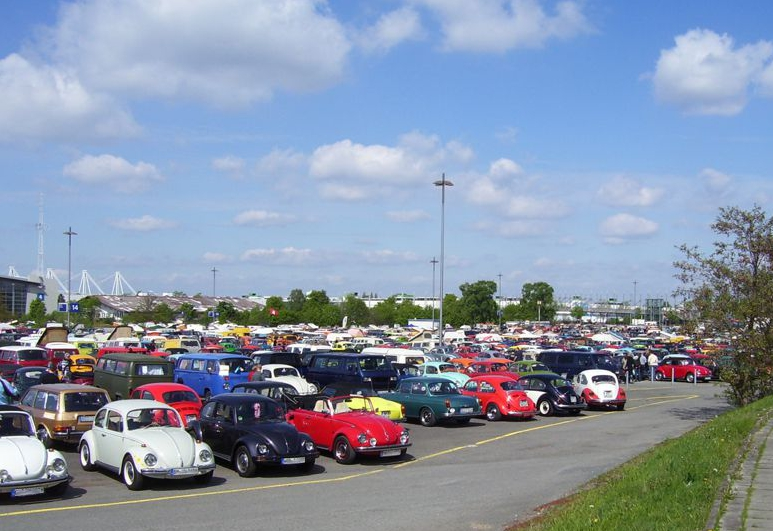
Mai-Käfer-Treffen, 2010

Das Mai-Käfer-Treffen ist ein seit 1983 jährlich am 1. Mai stattfindendes Treffen für Liebhaber von Automobilen des Herstellers Volkswagen, hauptsächlich dem VW-Käfer.
Schon schnell kamen jedoch auch alle anderen luftgekühlten Volkswagen-Modelle wie VW Typ 3, VW 411/VW 412, VW-Bus sowie Karmann-Ghia dazu und bildeten nach und nach eines der größten Szenetreffen der Welt. Neben den luftgekühlten Klassikern kommen auch immer mehr Bullis vom VW T3, dem letzten heckgetriebenen VW-Bus, der in Europa seit 1992 nicht mehr gebaut wird.
Beim Treffen zeigen Liebhaber luftgekühlter VWs ihre Fahrzeuge. Auf einem angeschlossenen Markt verkaufen Privatleute und Händler neue und gebrauchte Teile sowie Fanartikel.
Nachdem der ursprüngliche Veranstaltungsort im Isernhagener Ortsteil Altwarmbüchen für die regelmäßig über 3000 Fahrzeuge zu klein geworden war, findet es seither auf dem Parkplatz West des Messegeländes Hannover statt. Das 36. Treffen 2019 hatte 15.000 Besucher.
In den Jahren 2020 und 2021 wurden das 37. und 38. Mai-Käfer-Treffen, wie eine Vielzahl anderer Veranstaltungen im selben Jahr, aufgrund der COVID-19-Pandemie abgesagt. 2022 fand dann das 39. Mai-Käfer-Treffen statt, 2023 das 40. mit etwa 3500 Fahrzeugen.